# Állatkert (stanice metra v Budapešti)
Állatkert byla stanice budapešťského metra z roku 1896. Nacházela se na lince M1 mezi stanicemi Széchenyi fürdő a Hősök tere. Spolu se Széchenyi fürdő byla stanicí nadzemní.
V roce 1973 byla během velké rekonstrukce trati úplně zrušena, z původní stavby se dochoval jen nadchod.